# Компьень-Нор

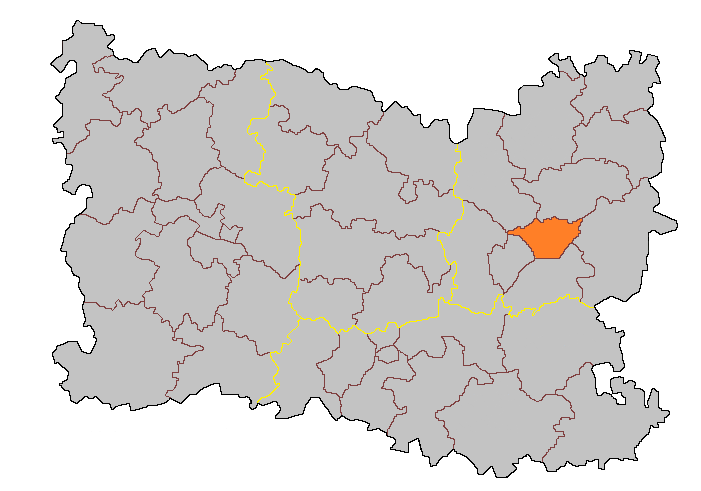
Кантон Компьень-Нор на карте департамента Уаза

Компьень-Нор (фр. Compiègne-Nord) — упраздненный кантон во Франции, регион Пикардия, департамент Уаза. Входил в состав округа Компьень.
В состав кантона входили коммуны (население по данным Национального института статистики за 2010 г.):
- Бьянвиль (454 чел.)
- Жанвиль (723 чел.)
- Клеруа (2 116 чел.)
- Компьень (15 896 чел.) (частично)
- Марньи-ле-Компьень (8 021 чел.)
- Шуази-о-Бак (3 363 чел.)

## Экономика
Структура занятости населения (без учета города Компьень) :
- сельское хозяйство — 0,5 %
- промышленность — 24,0 %
- строительство — 9,3 %
- торговля, транспорт и сфера услуг — 39,9 %
- государственные и муниципальные службы — 26,2 %

## Политика
На президентских выборах 2012 г. жители кантона отдали в 1-м туре Николя Саркози 29,8 % голосов против 26,9 % у Франсуа Олланда и 18,4 % у Марин Ле Пен, во 2-м туре в кантоне победил Саркози, получивший 51,7 % (2007 г. 1 тур: Саркози  — 35,7 %, Сеголен Руаяль — 22,1 %; 2 тур: Саркози — 58,3 %). На выборах в Национальное собрание в 2012 г. по 6-му избирательному округу департамента Уаза они поддержали действующего депутата, кандидата партии Союз за народное движение Франсуа-Мишеля Гонно, получившего 41,4 % голосов в 1-м туре и 51,2 % голосов - во 2-м туре.
|  | Кандидат        | Партия                         | % голосов |
|  | --------------- | ------------------------------ | --------- |
|  | Эрик де Варложе | Союз за народное движение      | 50,74     |
|  | Нелли Коше      | Социалистическая партия        | 24,64     |
|  | Амори Деласаль  | Союз за французскую демократию | 10,10     |
|  | Сирил Порте     | Национальный фронт             | 7,45      |
|  | Элизабет Федаз  | Коммунистическая партия        | 7,07      |